# Whiteout: Zamieć
Whiteout: Zamieć (tytuł oryginalny: Whiteout) to czarno-biały komiks, którego autorami są Greg Rucka (scenariusz) i Steve Lieber (rysunki). Po raz pierwszy ukazał się w czterech odcinkach nakładem Oni Press w 1998 roku. Po polsku wydał ją Taurus Media w 2006 roku.
Jest to opowieść o Carrie Stetko, amerykańskim szeryfie, która pracuje w stacji badawczej na Antarktyce i prowadzi śledztwo w sprawie dokonanego tam zabójstwa. Kontynuacją Zamieci jest Whiteout: Odwilż. Planowano też trzeci tom, zatytułowany Whiteout: Night, jednak z niewiadomych przyczyn do jego wydania nie doszło.
W 2000 roku Whiteout: Zamieć nominowana była do Nagrody Eisnera w kategoriach: Najlepszy rysownik, Najlepszy scenarzysta, Najlepsza miniseria i Najlepsza powieść graficzna.
W 2009 roku miała miejsce premiera adaptacji filmowej Zamieci z Kate Beckinsale w roli głównej.

## Tomy
1. Zamieć (Whiteout, 1998, wydanie polskie 2006)
2. Odwilż (Whiteout: Melt, 1999, wydanie polskie 2006)